# Norrard Rocks
De Norrard Rocks zijn een aantal kleinere onbewoonde eilanden van de Scilly-eilanden, een eilandengroep ca. 45 km voor de kust van het Engelse graafschap Cornwall.

## Beschrijving
De Norrard (Northern) Rocks, die grotendeels uit graniet bestaan, liggen aan de noordwestzijde van de Scilly-eilanden, ten westen van Bryher en Samson. Tot de Norrard Rocks behoren de eilanden Gweal, Scilly Rock, Maiden Bower, Castle Bryher, Illiswig en Mincarlo en daarnaast een groot aantal kleinere rotseilandjes. Ze zijn geen van alle erg hoog en de Norrard Rocks staan daardoor in hoge mate bloot aan harde wind en zoutwaternevel.

## Natuur
De Norrard Rocks zijn vanwege hun bijzondere natuurwaarde aangewezen als een Site of Special Scientific Interest.

#### Flora
Alleen op de grotere Norrard Rocks treft men ondiepe bodems aan, op de andere eilanden zijn die beperkt tot kleine beschutte locaties tussen de rotsen. De vegetatie beperkt zich er dan ook, mede door de extreme omstandigheden, tot slechts zes soorten vaatplanten, waarvan alleen de Lavatera arborea (een lid van de kaasjeskruidfamilie) bijzonder te noemen is. De andere soorten zijn Engels gras, strandbiet, echt lepelblad, Spergularia rupicola (een soort schijnspurrie, uit de anjerfamilie) en melde. Op sommige van de Norrard Rocks, zoals op Maiden Bower, worden helemaal geen bloeiende planten aangetroffen.

#### Fauna

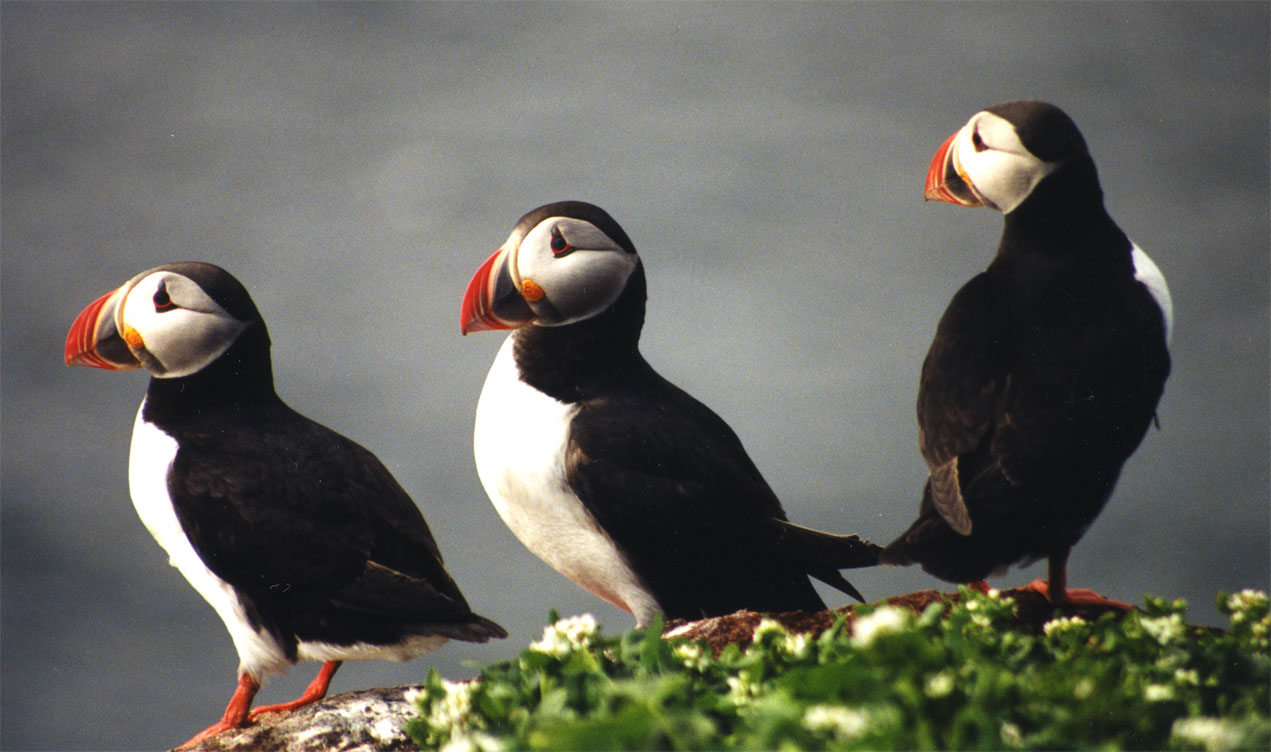
Papegaaiduikers

Het gebied is van bijzonder belang omdat het broedgelegenheid biedt aan een tiental soorten zeevogels. Op Mincarlo treft men de grootste kolonie aalscholvers van de Scilly-eilanden aan. Daarnaast wordt op vrijwel alle Norrard Rocks genesteld door de kuifaalscholver. Ook wordt er gebroed door de Noordse stormvogel, gewone alk, zeekoet, grote mantelmeeuw, kleine mantelmeeuw en de zilvermeeuw. Op Mincarlo, Castle Bryher en Scilly Rock vindt men de papegaaiduiker. Verder is het stormvogeltje op Mincarlo aangetroffen.
De Norrard Rocks behoren ook tot de belangrijkste voortplantingsgebieden van de grijze zeehond op de Scilly-eilanden.